# Саражинцы
Саражи́нцы (укр. Саражинці) — село на Украине, находится в Погребищенском районе Винницкой области.
Код КОАТУУ — 0523485201. Население по переписи 2001 года составляет 362 человека. Почтовый индекс — 22230. Телефонный код — 4346.
Занимает площадь 0,178 км².

## Адрес местного совета
22230, Винницкая область, Погребищенский р-н, с. Саражинцы, ул. Садовая, 34